# Efraím Martínez
Efraím Martínez Zambrano ODB (Popayán, Cauca, 7 de diciembre de 1898-27 de marzo de 1956) fue un artista plástico, pintor, dibujante y retratista colombiano, autor de La Apoteosis de Popayán, entre otras obras.

## Primeros años
Hijo de Ángel Custodio Martínez y Josefa Zambrano, y nieto del sargento mayor Pedro Pascasio Martínez, el joven boyacense que pasó por Popayán con el Libertador, después de haber combatido valerosamente en Boyacá.
Los primeros años de Efraím Martínez transcurrieron en su hacienda familiar de Los Tejares o El Refugio, construcción de mediados del siglo XVII ubicada en las afueras de Popayán. A los siete años de edad ingresó a la escuela de El Carmen, regentada por los Hermanos Maristas y a los trece años pasó a la Universidad del Cauca, a cursar bachillerato.

## Recorrido artístico

### Etapa temprana
Cuando se creó la Escuela de Pintura anexa a la Universidad del Cauca, Martínez cursaba su tercer año de estudios. Se inscribió en ella junto con José Vicente Rivera, Antonio M. Tafur, Arturo Aragón, Hernando Arboleda Ayerbe e Hipólito Castrillón, todos alumnos de Emilio Porset, el primer director de la Escuela, y luego de Coriolano Leudo.
Entre sus primeras obras merece destacarse El Pordiosero, óleo por el cual obtuvo una beca para continuar sus estudios de bellas artes en Bogotá, con los maestros Roberto Pizano, Eugenio Zerda y Francisco Antonio Cano. En la capital, Martínez triunfó en un concurso convocado por la Dirección de Instrucción Pública con las obras La vuelta del paseo y La musa del Pintor (1922).
Martínez formó parte de un grupo de artistas colombianos que se asoció en el denominado Centro de Bellas Artes de Bogotá, con el intelectual Germán Arciniegas como su ideólogo, quienes buscaron una renovación en sus formas de expresar la realidad, apartándose de la vulgaridad y buscando lo nuevo. Los miembros del Centro presentaron una exhibición en la capital colombiana en 1924, con más de cien obras de autores como Pedro Nel Gómez, Eladio Vélez y el propio Martínez.

### Etapa europea
Gracias a una beca que le fue concedida por su obra Luz compasiva, en 1924 viaja a Madrid. Allí ingresa a la Academia Libre de Julio Moisés y también toma cursos con Fernando Álvarez de Sotomayor en el Museo del Prado. Por aquella época enferma gravemente y es necesario internarlo en un sanatorio. Durante su convalecencia pinta el óleo En el coro (1926), en el que demuestra una gran destreza en el manejo de la luz natural en la escena y en el que "la luminosidad se vuelve un elemento transformador en este pequeño espacio de tonos cálidos."  Con esta obra participa en la Exposición Iberoamericana de Sevilla y merece ser catalogado en la Enciclopedia Espasa-Calpe. 
Su obra Misa (1928), de gran maestría, tuvo como inspiración a Felisa Hoyos Navia, con quien el artista tuvo a su primera hija, Nelly, quien también aparece en el cuadro. Esta obra le mereció una beca para estudiar en París. Martínez se desplaza a la capital francesa junto a su joven esposa Matilde Espinosa, quien sería gran poetisa, y allí cursa estudios en la Académie Julian y en la Académie de la Grande Chaumière.
Durante su permanencia en Europa participó en la Exposición Nacional de Madrid (1926) y posteriormente sus obras serían exhibidas en el Salón de Artistas Franceses (1930).

### Segunda etapa en Colombia

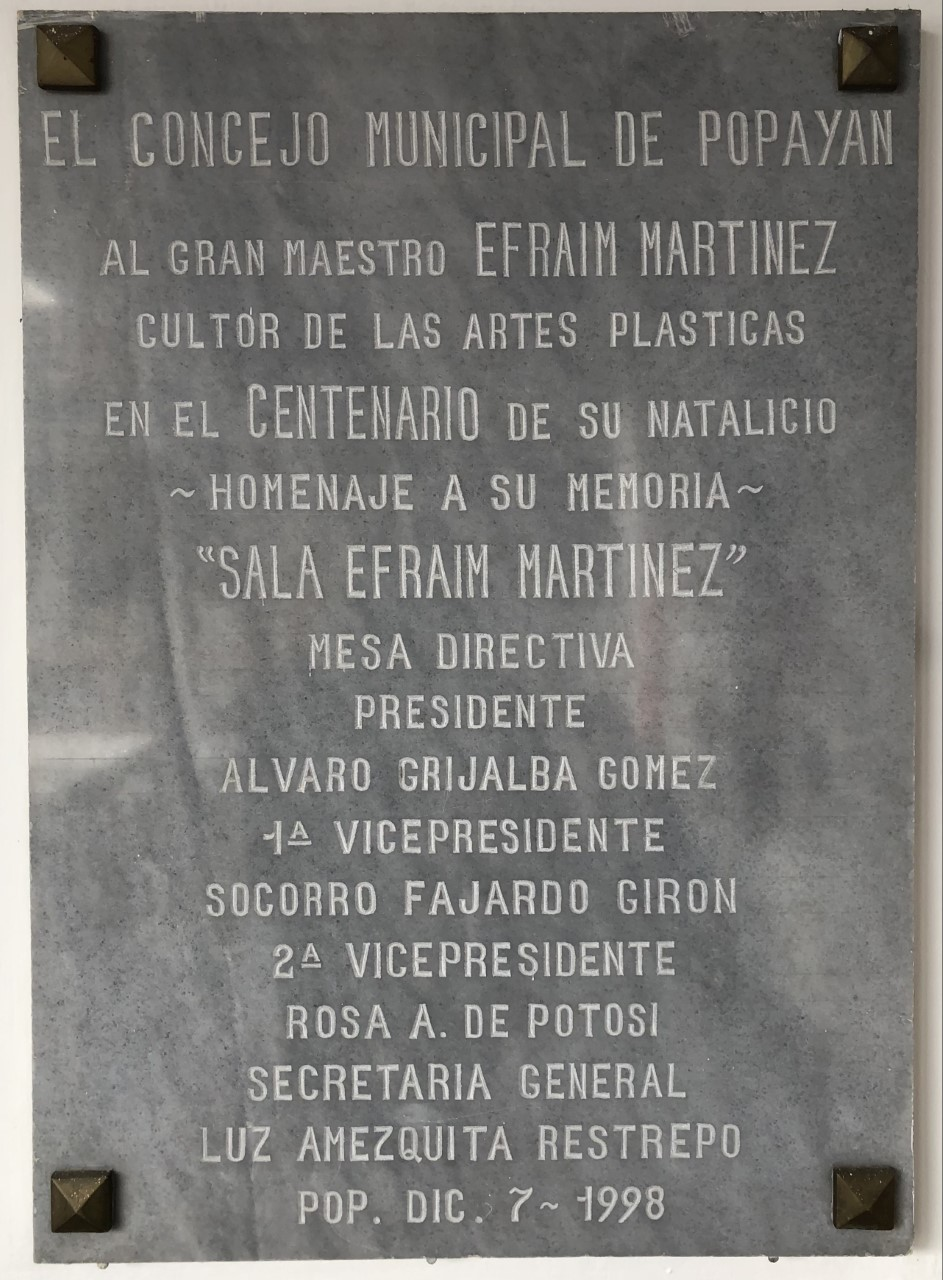
Placa conmemorativa del centenario del nacimiento de Martínez en su ciudad natal.

A su regreso a Colombia, Martínez volvió a establecerse en Popayán y comenzó a ocupar un sitio destacado en el arte nacional y a recibir numerosos encargos y comisiones de obras. La Universidad del Cauca, para conmemorar el centenario de su fundación, le encargó varios retratos al óleo de sus rectores. A esta época pertenecen sus obras Tapices tropicales, Los Trípticos y La Lechera, ejecutados para decorar el foyer del Teatro Municipal de Cali, y los retratos El Maestro Valencia barbado y Guillermo Valencia y Baldomero Sanín Cano, considerados dos de sus mejores pinturas. 
En esta misma etapa elaboró retratos al óleo, a lápiz o en carboncillo de miembros de familias prominentes de la ciudad como Guillermo Valencia, Matoño Arboleda, Maruja Simmonds de Lemos, Rafael Varona Mosquera y Sofía Dolores Arroyo Arboleda, entre varios otros.
Entre 1931 y 1933 se desempeñó como profesor de la Escuela de Bellas Artes de Popayán y en 1932 fundó la Escuela de Bellas Artes de Cali, en compañía de Jesús María Espinosa para la cátedra de pintura y Antonio María Valencia para la de música.  El 26 de abril de 1933 fue elegido socio correspondiente de la Academia Colombiana de Bellas Artes, honor que compartió con otros connotados artistas como Andrés de Santa María, Pedro Nel Gómez y Rómulo Rozo.
La presencia de Martínez en Colombia, en las postrimerías de la época clásica que representaba, tenía que suscitar cruda controversia y agitación. Martínez regresaba de Europa con un mensaje que desde fines del siglo XIX habían desechado a los modernistas representados por Paul Cézanne, Vincent van Gogh, Camille Pisarro y Paul Gauguin; y en el medio nacional, con retraso de medio siglo, los jóvenes progresistas con deseo de novedad acogían precisamente estas tendencias modernistas. No podían entender a Martínez, como tampoco entendían a Jorge de Oteiza, quien enseñaba en el campo de la escultura a deletrear a Edgar Negret. Pero esto no quiere decir que Martínez fuese un reaccionario situado en una época pasada de moda; en realidad, Martínez regresó a Colombia impregnado del espíritu de Álvarez Sotomayor, su maestro de Sevilla, quien lo encauzó en la delicada misión de cerrar con broche de oro en Colombia aquella época abandonada definitivamente por los "ismos".

### Etapa tardía
En 1938 Martínez recibió el encargo de la que se convertiría en su obra más famosa, La Apoteosis de Popayán, óleo monumental basado en el poema Canto a Popayán de Guillermo Valencia, que orna el Paraninfo "Francisco José de Caldas" de la Universidad del Cauca. Es uno de los cuadros de mayor tamaño en la historia del arte colombiano y en él trabajó hasta poco antes de su deceso, acaecido en 1956. La obra fue perpetuada en una emisión filatélica conmemorativa de la Administración Postal Nacional de Colombia en 1987.
En este período de su carrera, Martínez participó en la Exposición Bienal Hispanoamericana de Madrid (1951) y fue director de la Escuela de Bellas Artes de la Universidad Nacional de Colombia (1950-1954). También exploró la fotografía como expresión artística y trabajó el género del retrato.

## Vida personal y legado
En 1929, Martínez contrajo nupcias con la poetisa Matilde Espinosa, con quien tuvo dos hijos, separándose pocos años después. De su posterior unión con Marta Sarria nacieron tres hijos.
Martínez se cuenta entre los grandes maestros de la pintura colombiana del siglo XX. Resalta su excelencia en el dibujo, el manejo de la luz y del color, la destreza en el trazo, la ejecución, la composición y la inspiración. El Gobierno del presidente Eduardo Santos lo condecoró en 1939 con la Orden de Boyacá, en reconocimiento a su aporte a las artes.
En 1959, el escultor Luis Pinto Maldonado perpetuó a Martínez en un busto que se conserva en los jardines de la casa natal del artista en Popayán. Al conmemorarse el primer centenario del natalicio de Martínez, en 1998, el Concejo Municipal de Popayán expidió un "Acuerdo Municipal" de honores en su memoria y le otorgó el nombre del artista a uno de los salones de ese cuerpo colegiado. 